# Mistrzostwa Europy w Wioślarstwie 1898
6. Mistrzostwa Europy w Wioślarstwie odbyły się w dniu 15 sierpnia 1898 r. we włoskim Turynie. Zawodnicy rywalizowali w 5 konkurencjach wioślarskich na przepływającej przez miasto rzece Pad. 

## Medaliści
| Konkurencja                 | Złoto | Srebro | Brąz                                                                                    | Źródło      |
| --------------------------- | --- | --- | --------------------------------------------------------------------------------------- | ----------- |
| M1x (jedynka)               | Joseph Deleplanque | Pietro Umberto | Charles Nicollier                                                                       | [ 1 ]       |
| M2x (dwójka podwójna)       | Francja Clément Dorlia · Lucien Martinet | Włochy Fiorenzo Pagliano · Giacomo Parvopasso | Szwajcaria Georges Rieder · Charles Nicollier                                           | [ 2 ] [ 3 ] |
| M2+ (dwójka ze sternikiem)  | Francja Émile Lejeune · Maurice Carton · Louis Carré (sternik) | Belgia Joseph Deleplanque · Florent Ronsse · Jean Dewitte (sternik)                                                                                            | Włochy Alberto Grazzini · Enrico Bertolini · Sali (sternik)                             | [ 4 ] [ 3 ] |
| M4+ (czwórka ze sternikiem) | Belgia Adolphe Lippens · Maurice Hemelsoet · Henri Fraikin · Victor de Bisschop                                                                                                   | Francja Albert Williot · Charles Fourquart · Maurice Pechell · Maurice Gest · Catala (sternik)                                                                 | Włochy Cino Ceni · Italo Ponis · Giorgio Bensa · Cesare Galardelli · G. Pucci (sternik) | [ 5 ]       |
| M8+ (ósemka)                | Belgia Joseph Deleplanque · Florent Ronsse · Prosper Bruggeman · Gustave Brandes · Henri Fraikin · Victor de Bisschop · Frank Odberg · Jules de Bisschop · Jean Dewitte (sternik) | Włochy Cino Ceni · Italo Ponis · Giuseppe Belli · Gino Montelatici · Azzolino Pollini · Biondo Biondi · Giorgio Bensa · Cesare Galardelli · G. Pucci (sternik) | –                                                                                       | [ 6 ]       |

## Klasyfikacja medalowa
| Miejsce | Reprezentacja | Złoto | Srebro | Brąz | Razem |
| ------- | ------------- | ----- | ------ | ---- | ----- |
| 1.      | Belgia        | 3     | 1      | 0    | 4     |
| 2.      | Francja       | 2     | 1      | 0    | 3     |
| 3.      | Włochy        | 0     | 3      | 2    | 5     |
| 4.      | Szwajcaria    | 0     | 0      | 2    | 2     |
| Razem   | Razem         | 5     | 5      | 4    | 14    |